# Lianhu, Chongqing
Lianhu (kinesiska: 连湖) är en köping i sydvästra Kina. Den ligger i Pengshui härad i storstadsområdet Chongqing, omkring 180 kilometer öster om det centrala stadsdistriktet Yuzhong. Antalet invånare är 15 797. Befolkningen består av 7 628 kvinnor och 8 169 män. Barn under 15 år utgör 33 %, vuxna 15-64 år 56 %, och äldre över 65 år 10,0 %.